# Oléoduc Kazakhstan-Chine
L'oléoduc Kazakhstan-Chine est le premier oléoduc d'importation directe de pétrole de la Chine venant d'Asie centrale. Il s'étend de la côte caspienne du Kazakhstan au Xinjiang (Chine). Le pipeline est la propriété de la China National Petroleum Corporation (CNPC) et de la compagnie pétrolière kazakhe KazMunayGas.

## Histoire
La construction du pipeline s'est divisé en trois parties dès 1997. La première section allant des champs pétroliers d'Aktioubé à Atyraw (Kazakhstan) s'est terminée en 2003,. De septembre 2004 à décembre 2005, la deuxième section érigée s'étalant des villes de Astasu (Kazakhstan) à Alashankou (Chine). La dernière section allant de Kenkiyak à Kumkol a été construite de août 2007 à juillet 2009.

## Description technique
L'oléoduc parcourt une distance de 2 228 km. 